# آنا فاريلا
آنا فاريلا (بالإسبانية: Ana Varela Iglesias)‏ هي راكبة الكنو إسبانية، ولدت في 17 يونيو 1983.

## وصلات خارجية
- آنا فاريلا على موقع الاتحاد الدولي للكانو (الإنجليزية)